# هایباخ اودر دنو
هایباخ او در دنو (به آلمانی: Haibach ob der Donau) یک منطقهٔ مسکونی در اتریش است که در ناحیه افردینگ واقع شده‌است. هایباخ او در دنو ۲۵٫۵ کیلومتر مربع مساحت دارد ۵۲۸ متر بالاتر از سطح دریا واقع شده‌است.